# Чемпионат Азии по шоссейному велоспорту 2019
Чемпионат Азии по шоссейному велоспорту 2019 прошёл с 23 по 28 апреля 2019 года по трассам Ташкента и Ташкентской области.

## Мужчины
| Дисциплина                                | Золото                     | Серебро                       | Бронза                        |
| ----------------------------------------- | -------------------------- | ----------------------------- | ----------------------------- |
| Групповая гонка                           | Евгений Гидич · Казахстан  | Лю Сяньцзинь · Китай          | Фэн Цзюнькай Китайский Тайбэй |
| Индивидуальная гонка с раздельным стартом | Даниил Фоминых · Казахстан | Фэн Цзюнькай Китайский Тайбэй | Чёнг Кинг-Лок · Гонконг       |
| Командная гонка с раздельным стартом      | Казахстан                  | Республика Корея              | Гонконг                       |

## Женщины
| Дисциплина                                | Золото                         | Серебро                     | Бронза                      |
| ----------------------------------------- | ------------------------------ | --------------------------- | --------------------------- |
| Групповая гонка                           | Ольга Забелинская · Узбекистан | На А Рым · Республика Корея | Сомайе Яздани · Иран        |
| Индивидуальная гонка с раздельным стартом | Ольга Забелинская · Узбекистан | Ли Джуми · Республика Корея | Хуан Тинин Китайский Тайбэй |
| Командная гонка с раздельным стартом      | Республика Корея               | Казахстан                   | Гонконг                     |

## Медальный зачёт
| Место | Страна           | Золото | Серебро | Бронза | Всего |
| ----- | ---------------- | ------ | ------- | ------ | ----- |
| 1     | Казахстан        | 3      | 1       | 0      | 4     |
| 2     | Узбекистан       | 2      | 0       | 0      | 2     |
| 3     | Республика Корея | 1      | 3       | 0      | 4     |
| 4     | Китайский Тайбэй | 0      | 1       | 2      | 3     |
| 5     | Китай            | 0      | 1       | 0      | 1     |
| 6     | Гонконг          | 0      | 0       | 3      | 3     |
| 7     | Иран             | 0      | 0       | 1      | 1     |
| Всего | Всего            | 6      | 6       | 6      | 18    |

 Страна-хозяйка соревнований